# Pjotr Velikij (1872)
Pjotr Velikij(ryska: Пётр Великий i svensk översättning "Peter den store") var ett pansarklätt tornfartyg inom kejserliga ryska flottan som sjösattes 1872.